# Paese indiano

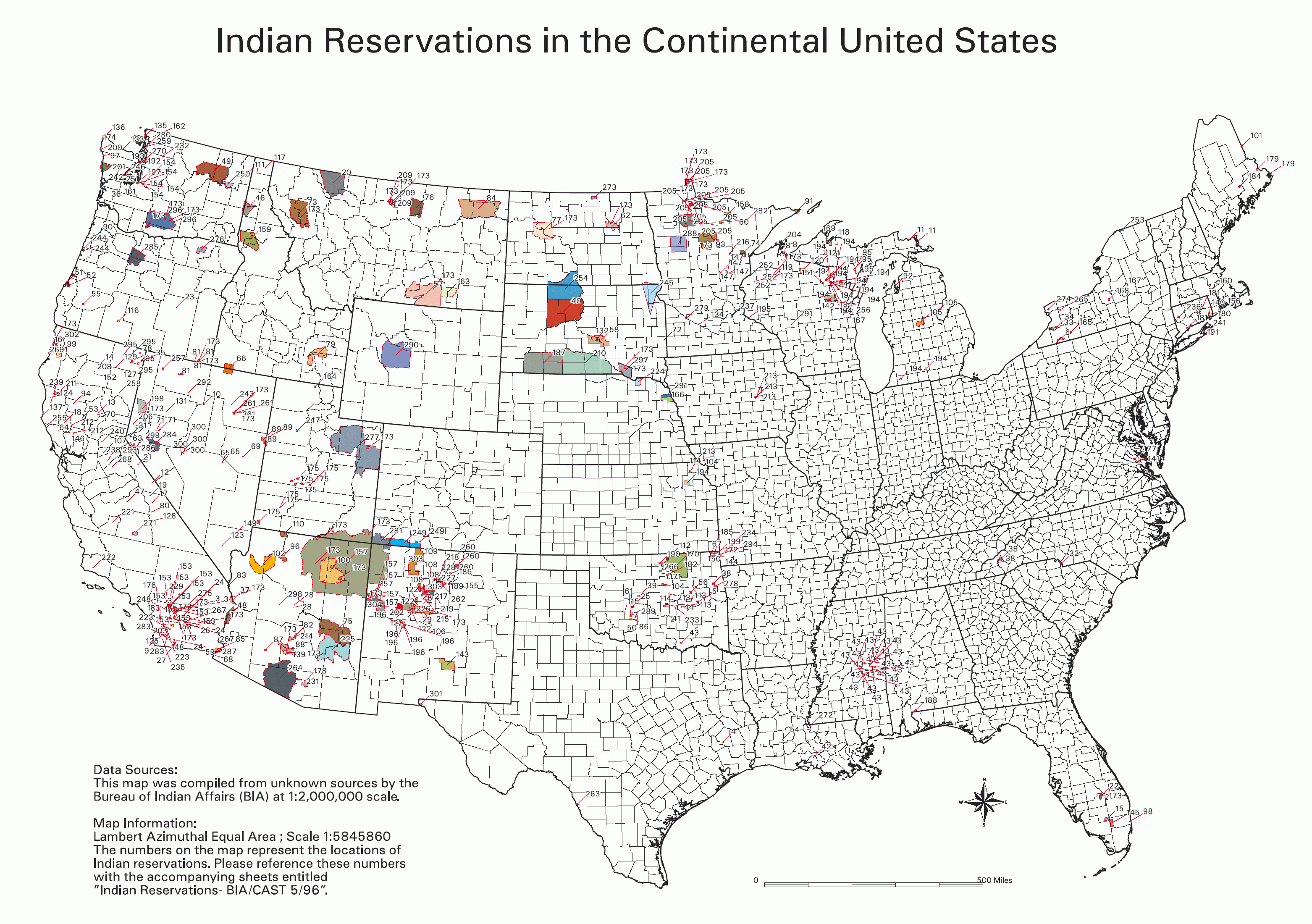
Mappa del BIA delle riserve indiane negli Stati Uniti continentali

Con il termine paese indiano (inglese: Indian country) si indica una qualsiasi delle molte comunità native americane autonome presenti in tutto il territorio degli Stati Uniti d'America. Come categoria giuridica, essa include "tutta la terra entro i limiti di una qualsiasi riserva indiana", "tutte le comunità indiane dipendenti entro i confini degli Stati Uniti" e "tutti gli appezzamenti indiani, i cui titoli di proprietà indiani non siano stati estinti." Questa classificazione giuridica definisce i possedimenti terrieri tribali e individuali degli Indiani americani come parte di una riserva, di un appezzamento o di un appezzamento del demanio pubblico. Tutte le terre in amministrazione fiduciaria federale detenute per conto delle tribù native americane sono paese indiano. I governi federale, statali e locali usano questa categoria nei loro procedimenti giuridici. Oggi, tuttavia, secondo il Censimento degli Stati Uniti del 2010, oltre il 78% di tutti i Nativi americani vivono fuori dalle riserve. Il paese indiano ora abbraccia migliaia di aree rurali, città piccole e grandi dove vivono gli Indiani.
Questa cinvenzione è seguita generalmente nella parlata colloquiale e si riflette in pubblicazioni come il giornale nativo americano Indian Country Today.

## Significati relativi e storici
Storicamente, erano considerati paese indiano le aree, le regioni o i territori al di là della frontiera di insediamento che erano abitati principalmente dai Nativi americani. Le prime concessioni di terra in quelli che sono ora gli Stati Uniti fatte dal Re d'Inghilterra lasciavano al concessionario di stipulare tali accordi nel modo in cui potevano con gli Indiani che vivevano sulla terra concessa. Quando le originarie 13 colonie crebbero e furono fatti i trattati, il confine de facto tra il territorio insediato e il paese indiano durante il XVIII secolo era grosso modo la cresta dei Monti Appalachi, un confine fissato per legge dal Proclama reale del 1763, dal Proclama del Congresso della confederazione del 1783, e in seguito dal Nonintercourse Act, ossia letteralmente "Legge sui mancati rapporti". Queste aree erano definite generalmente dai confini fissati dai trattati (o a volte semplicemente dalle circostanze politiche). Si intendeva che la legge degli Stati Uniti e le leggi dei singoli stati fossero inapplicabili nel paese indiano (per tutti i fini pratici), e che le tribù che vivevano in quelle aree avessero piena sovranità su di esse.